# اسماعیل قلی‌زاده
اسماعیل قلی‌زاده (زادهٔ ۲۹ بهمن ۱۳۸۴) بازیکن فوتبال اهل ایران است که در پست هافبک هجومی و وینگر برای باشگاه فوتبال استقلال تهران در لیگ برتر خلیج فارس بازی می‌کند.

## دوران باشگاهی
قلی‌زاده نخستین بازی خود در لیگ برتر را در هفته ششم فصل ۰۳–۱۴۰۲ مقابل گل‌گهر سیرجان انجام داد.

### استقلال
قلی‌زاده وینگر و هافبک تهاجمی ۱۹ ساله فصل گذشته شمس آذر قزوین، با عقد قراردادی ۴ ساله به استقلال پیوست.

## آمار باشگاهی
تا تاریخ ۱۱ تیر ۱۴۰۴
| باشگاه        | دسته          | فصل           | لیگ  | لیگ | جام حذفی | جام حذفی | آسیا | آسیا | سوپر جام | سوپر جام | مجموع | مجموع |
| باشگاه        | دسته          | فصل           | بازی | گل  | بازی     | گل       | بازی | گل   | بازی     | گل       | بازی  | گل    |
| ------------- | ------------- | ------------- | ---- | --- | -------- | -------- | ---- | ---- | -------- | -------- | ----- | ----- |
| استقلال       | لیگ برتر      | ۰۵–۱۴۰۴       | ۰    | ۰   | ۰        | ۰        | ۰    | ۰    | ۰        | ۰        | ۰     | ۰     |
| مجموع استقلال | مجموع استقلال | مجموع استقلال | ۰    | ۰   | ۰        | ۰        | ۰    | ۰    | ۰        | ۰        | ۰     | ۰     |
| مجموع آمار    | مجموع آمار    | مجموع آمار    | ۰    | ۰   | ۰        | ۰        | ۰    | ۰    | ۰        | ۰        | ۰     | ۰     |

## دوران ملی
وی همچنین به همراه تیم ملی فوتبال نوجوانان ایران در مسابقات جام جهانی فوتبال زیر ۱۷ سال ۲۰۲۳ حاضر بود.

## افتخارات
سپاهان :
قهرمانی سوپرجام ایران : ۱۴۰۳